# Негода Світлана Дмитрівна
Світлана Дмитрівна Негода (нар. 17 квітня 1953, смт. Чорнобай, тепер Чорнобаївського району Черкаської області) — українська громадська діячка, державний службовець, виконувач обов'язків голови Кіровоградської обласної державної адміністрації (2009 р.).

## Життєпис
У 1972 році закінчила Київський геологорозвідувальний технікум. Трудову діяльність розпочала у 1972 році техніком-геофізиком ОМП тресту «Укргеофізрозвідка».
У 1979 році закінчила Київський державний університет імені Тараса Григоровича Шевченка.
З 1985 року — викладач спеціальних дисциплін у Київському геологорозвідувальному технікумі. У 1994 році закінчила аспірантуру Інституту геологічних наук Академії наук України.
З 1993 по січень 2000 року — провідний спеціаліст Служби Першого Віце-прем'єр-міністра України, головний спеціаліст, консультант, головний консультант, завідувачка сектору Управління з питань обласних державних адміністрацій, місцевого самоврядування та органів виконавчої влади Кабінету Міністрів України. Член Всеукраїнського політичного об'єднання «Жінки за майбутнє».
У січні 2000 — серпні 2003 року — заступник голови Кіровоградської обласної державної адміністрації.
У 2003—2005 роках — головний спеціаліст експертно-консультативної ради, радник президента Державного підприємства НАЕК «Енергоатом».
У квітні 2005 — серпні 2006 року — віце-президент, начальник управління маркетингу та зв'язків з регіонами ТОВ КБ «Столиця».
У серпні 2006 — квітні 2008 року — радник Віце-прем'єр-міністра України.
У квітні 2008 — 2009 року — виконувач обов'язків 1-го заступника голови Кіровоградської обласної державної адміністрації.
27 червня — 17 вересня 2009 року — виконувач обов'язків голови Кіровоградської обласної державної адміністрації.